# Col de Hardknott
Le col de Hardknott (en anglais : Hardknott Pass) est un col de la région montagneuse du Lake District au Royaume-Uni.
Il est traversé par une route qui relie Eskdale (l'ouest de la Cumbria) et la vallée du Duddon (en) (centre de Lake District). Avec une pente maximale d'environ 33 %, cette route goudronnée partage le titre de route la plus raide d'Angleterre avec la Rosedale Chimney Bank (en) dans le Yorkshire du Nord.
Le fort romain de Hardknott (Mediobogdum) est situé à proximité.

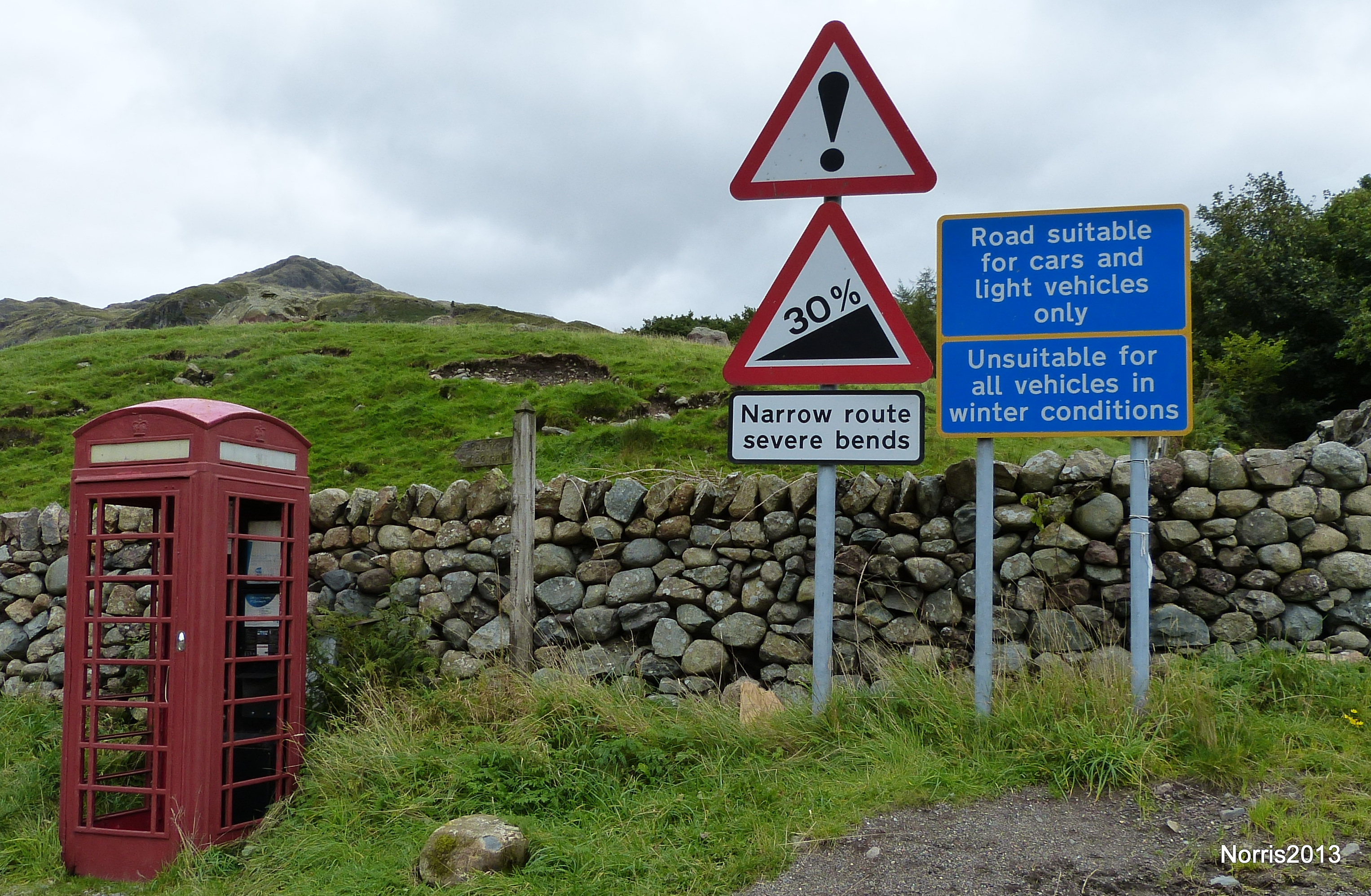
Panneaux d'avertissement en bas de la route du col côté ouest.
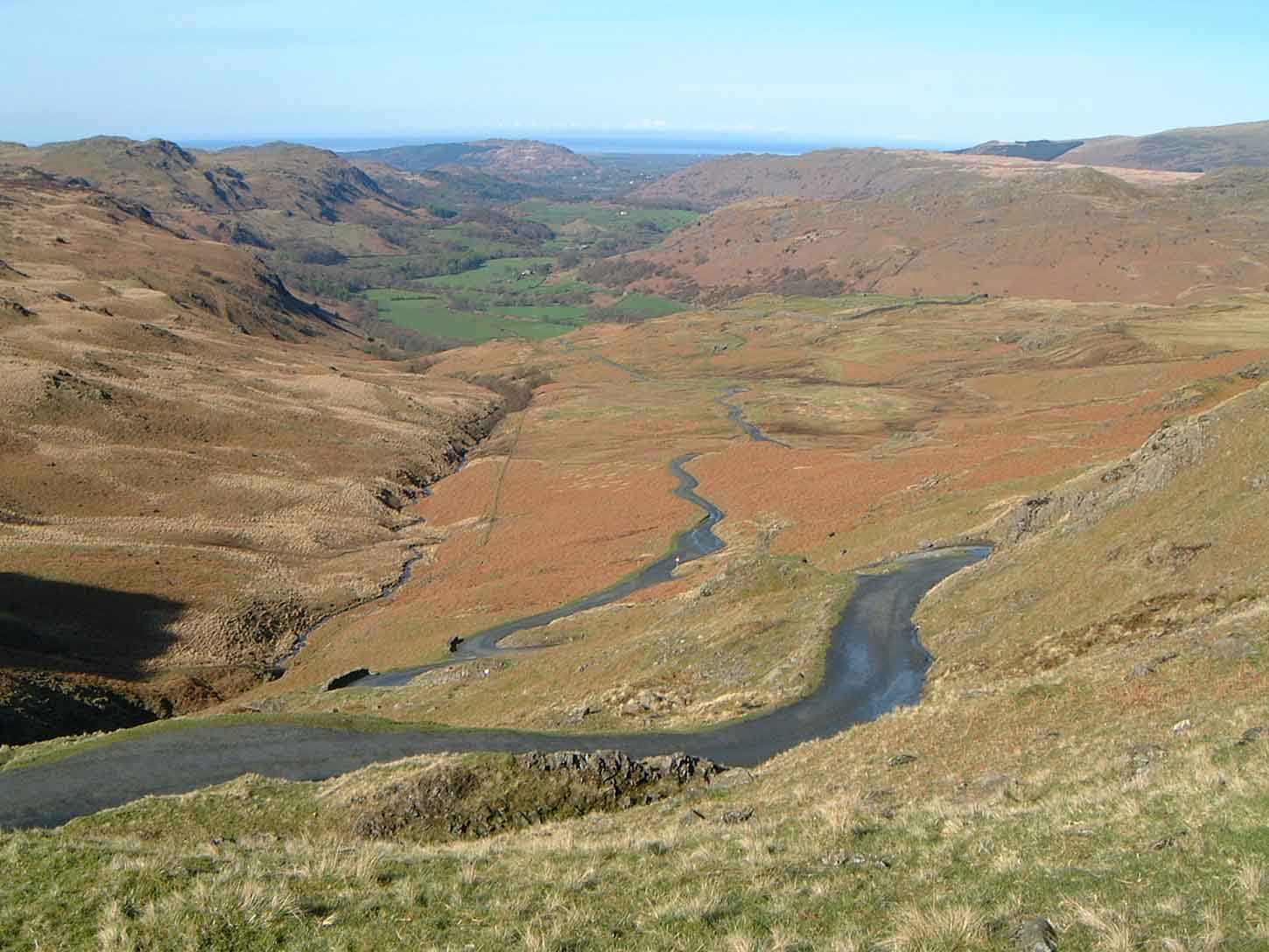
La route vue du col en direction d'Eskdale.
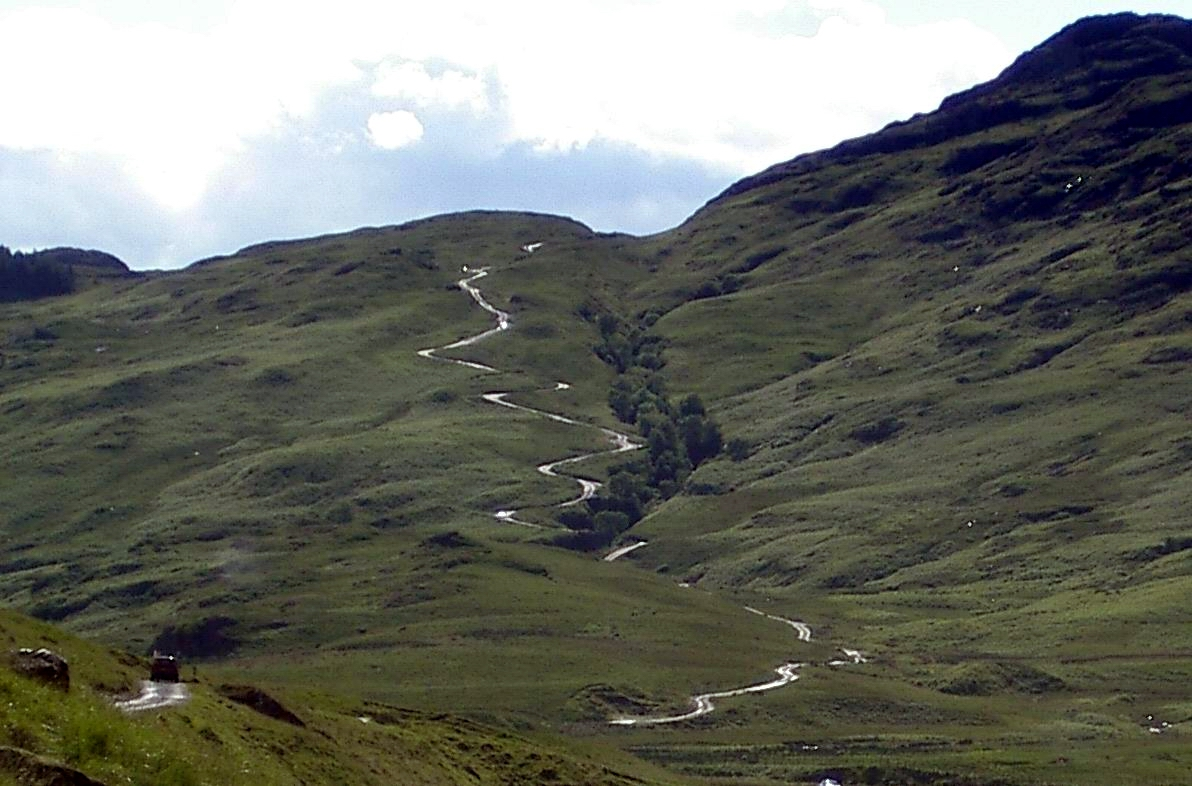
La route menant au col depuis l'est.